# Gasstrahlung
Gasstrahlung bezeichnet die Wärmestrahlung von Gasen. Vereinfachend wird der Einfluss von Gasen zwischen zwei im Strahlungsaustausch stehenden Körpern fast immer vernachlässigt.

## Allgemeine Zusammenhänge
Gase absorbieren und emittieren elektromagnetischen Strahlung, z. B. sichtbares Licht, anders als andere Aggregatzustände von Materie: bei Gasen sind diese Effekte abhängig von der Wellenlänge {\displaystyle \lambda } der Strahlung („Strahlungsband“):
- Absorptionsgrad {\displaystyle \alpha =\alpha (\lambda )}
- Transmissionsgrad {\displaystyle \tau =\tau (\lambda )}
- Reflexionsgrad {\displaystyle \rho =\rho (\lambda )}

Es gilt:
{\displaystyle \alpha (\lambda )+\tau (\lambda )+\rho (\lambda )=1}.
Ohne Reflexion, also {\displaystyle \rho (\lambda )=0}, folgt:
{\displaystyle \alpha (\lambda )+\tau (\lambda )=1}.
Ein Gas kann nicht als grauer Strahler angesehen werden und es kann für ein Gas auch kein gemittelter Emissionsgrad angegeben werden.
Wie an Grenzflächen flüssige oder fester Medien, können auch Grenzflächen von Gasen elektromagnetische Strahlung reflektieren.

## Einfluss in der Erdatmosphäre

Absorption und Streuung von Strahlung durch die Erdatmosphäre.

Das Strahlungsverhalten des Gasgemisches Luft ist nicht trivial zu bestimmen. Luft besteht im Wesentlichen aus den fünf Gasen Stickstoff (N2), Sauerstoff (O2), Wasserdampf (H2O), Argon (Ar) und Kohlenstoffdioxid (CO2), somit setzt sich das Strahlungsverhalten von Luft aus Beiträgen dieser fünf Gase zusammen. Trotz ihres großen Anteils beeinflussen Stickstoff und Sauerstoff das Strahlungsband von Luft kaum, denn aufgrund des symmetrischen Aufbaus dieser Moleküle aus zwei gleichen Atomen sind sie nicht IR-aktiv, d. h., sie absorbieren und emittieren keine Infrarotstrahlung durch Molekülschwingungen, sondern maximal durch elektronische Anregung bei höheren Frequenzen. Auch Argon ist als Edelgas nicht IR-aktiv. Letztendlich besitzt Luft somit ein Strahlungsband, welches sich hauptsächlich aus der Kombination der Rotations-Schwingungs-Spektren von CO2 und H2O zusammensetzt. Es liegt genau in dem für den Treibhauseffekt relevanten Bereich der infraroten Strahlung mit Wellenlängen größer 1 µm. Somit tragen diese beiden Gase wesentlich zur Erwärmung der Erdatmosphäre bei, da sie die Strahlung nicht ungehindert in den Weltraum entlassen (Treibhausgase). Gleichzeitig ermöglichen sie der Atmosphäre, Energie per Ausstrahlung  in den Weltraum abzugeben.
Auch bei der Abkühlung der Erdoberfläche in der Nacht spielt die Gasstrahlung eine wesentliche Rolle: Da nachts keine Sonneneinstrahlung stattfindet, kühlt der Erdboden durch Wärmeabstrahlung in den Nachthimmel ab. Allerdings sendet die Luftschicht, die sich direkt über der Erdoberfläche befindet, aufgrund der Gasstrahlung auch wieder Wärmestrahlung auf die Erdoberfläche zurück, was die Abkühlung des Bodens um einen gewissen Betrag mindert. Da diese Rückstrahlung entgegen der gewöhnlichen Abstrahlrichtung erfolgt, wird sie atmosphärische Gegenstrahlung genannt.